# 黄蜂
黄蜂，又称为胡蜂、馬蜂、虎頭蜂，是分布广泛、种类繁多、飞翔迅速的昆虫，属膜翅目，其中又分为許多科。雌蜂身上有一根长螫針，在遇到攻击时，會群起攻击，可以致人出現过敏反应和毒性反应，嚴重者可導致死亡。

## 身體構造

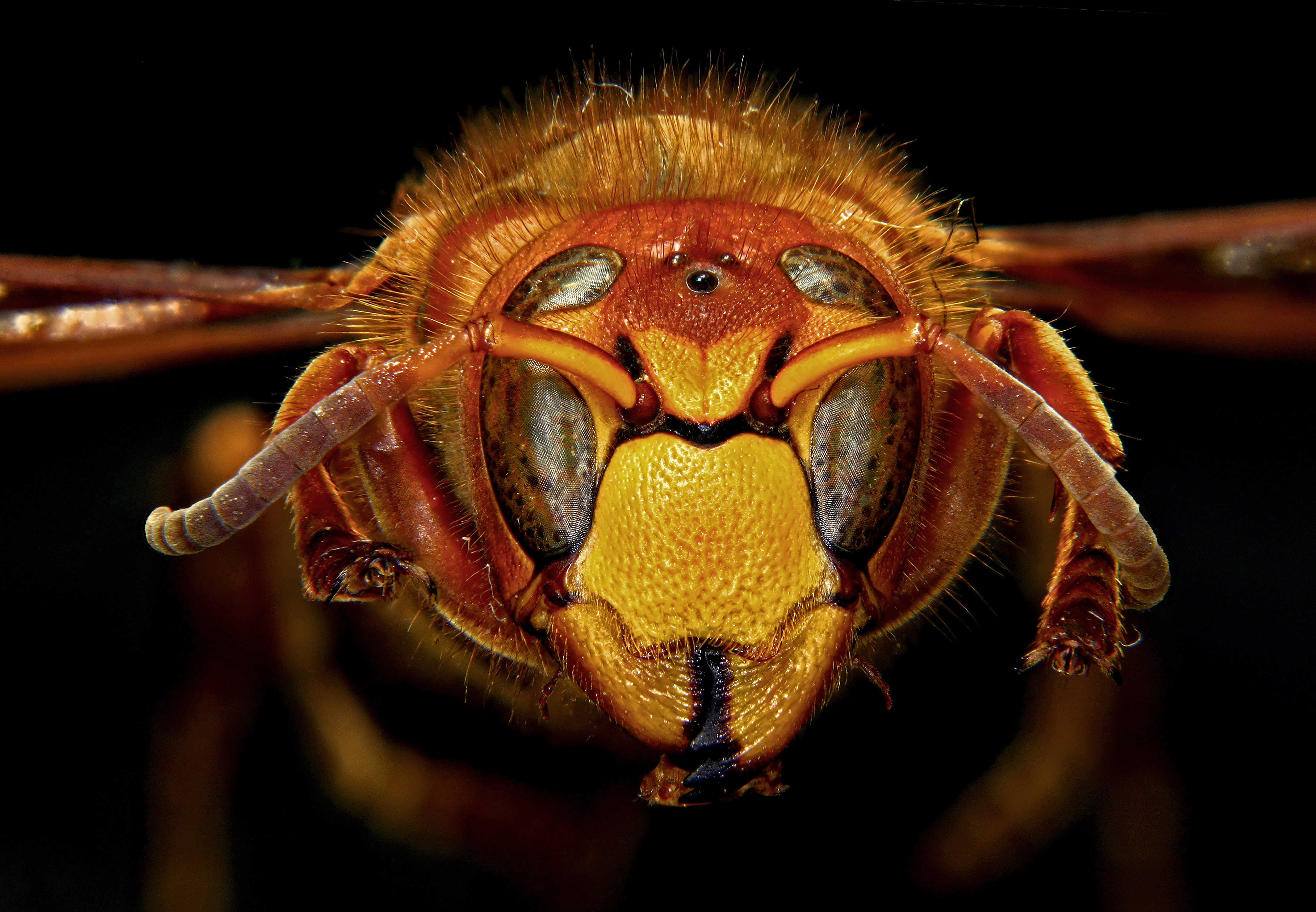
黄边胡蜂头部

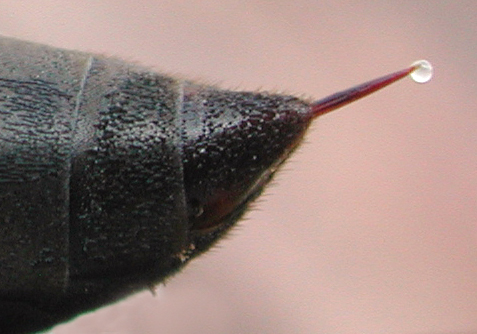
有毒蜂針

黄蜂的卵常呈椭圆形，白色，光滑，在每个巢室中有1枚，其基部有一丝质柄固着，直至孵出幼虫。
幼虫梭形，白色，无足，体分13节。成虫后头、胸、腹分明，主要器官均明显可见。在幼虫消化道的中肠端部，由围食膜形成一个封闭囊，不与排泄孔相通。排泄物贮在此囊中，于体内呈游离状。
蛹为离蛹，黄白色，颜色随龄期而加深，体内已不再有排泄物与囊，等待羽化。
羽化成熟后就破茧而出，变成完整的黄蜂了。
黃蜂成蟲時期的身體外觀亦具有昆蟲的標準特徵，包括頭部、胸部、腹部、三對腳和一對觸角；同时，牠的單眼、複眼與翅膀，也是多數昆蟲共有的特徵；此外，腹部尾端內隱藏了一支退化的產卵管，即有毒蜂針。體長是14-18毫米。

## 发育变态
黃蜂属于完全變態的动物，一生經歷四個階段：卵、幼蟲、蛹、成蟲，每個階段的身體外觀都不同。由卵孵化後的幼蟲尾部仍附著於巢穴底，即使窩巢是倒吊的也不至於摔落，並且由工蜂負責餵食，待發育成熟時身軀由晶瑩剔透逐漸轉為明黃色，接著在穴口封上一層薄繭並化成蛹，等到羽化為成蟲後就破繭而出，從卵到羽化只需要二到三星期的時間。幼蟲階段是以其他小蟲為食，尤其是毛毛蟲。

## 蜂巢
馬蜂亞科和胡蜂亞科的胡蜂所建立的蜂巢是用木漿所造成的，而非蜂蠟。這一點與蜜蜂及其他胡蜂有所不同。

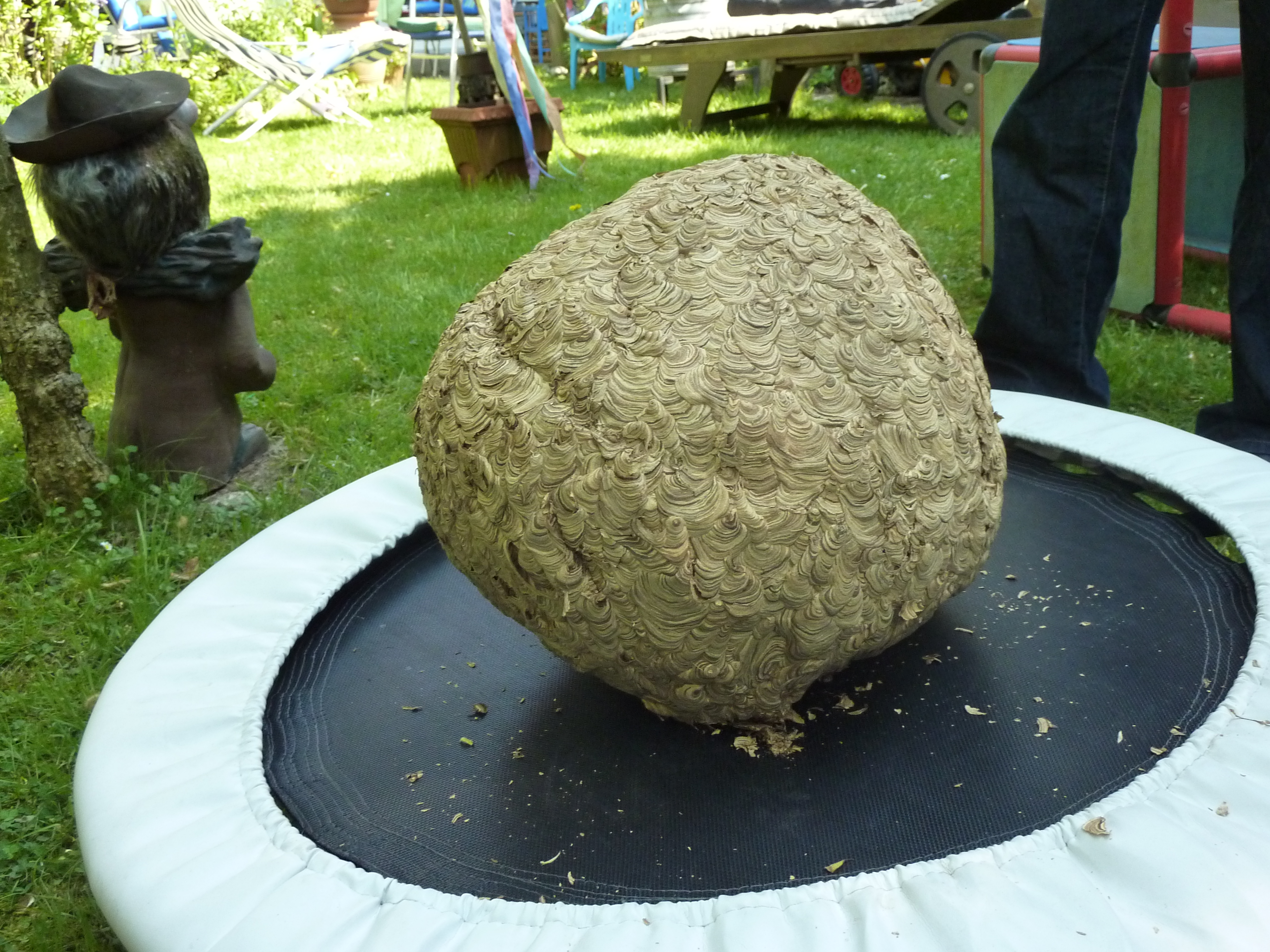
马蜂巢
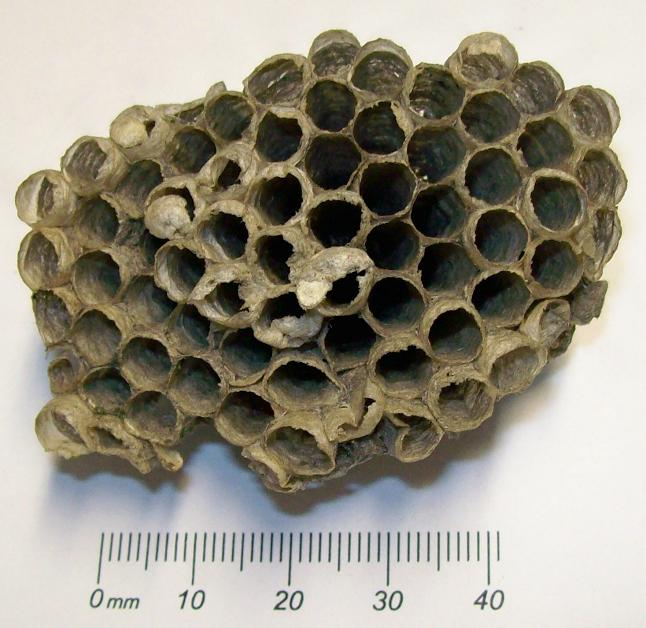
马蜂巢内部结构

## 分类
- 榕小蜂科（Agaonidae）
- 小蜂科（Chalcididae）
- 青蜂科（Chrysididae）
- 方头泥蜂科（Crabronidae）
- 瘿蜂科（Cynipidae）
- 跳小蜂科（Encyrtidae）
- 寡节小蜂科（Eulophidae）
- 旋小蜂科（Eupelmidae）
- 姬蜂科（Ichneumonidae）
- 蚁蜂科（Mutillidae）
- 柄翅卵蜂科（Mymaridae）
- 蛛蜂科（Pompilidae）
- 金小蜂科（Pteromalidae）
- 缘腹卵蜂科（Scelionidae）
- 土蜂科（Scoliidae）
- 泥蜂科（Sphecidae）
- 臀钩土蜂科（Tiphiidae）
- 长尾小蜂科（Torymidae）
- 纹翅卵蜂科（Trichogrammatidae）
- 胡蜂科（Vespidae） - 虎頭蜂